# Koichi Kidera
Koichi Kidera (木寺 浩一?, Kidera Koichi; Prefettura di Saitama, 4 aprile 1972) è un ex calciatore giapponese, di ruolo portiere.